# Château de Plaisance
Le château de Plaisance, aujourd'hui détruit, était situé à Nogent-sur-Marne, dans l'actuel département du Val-de-Marne.

## Localisation
| - OpenStreetMap Le quartier de Plaisance, à Nogent-sur-Marne. |

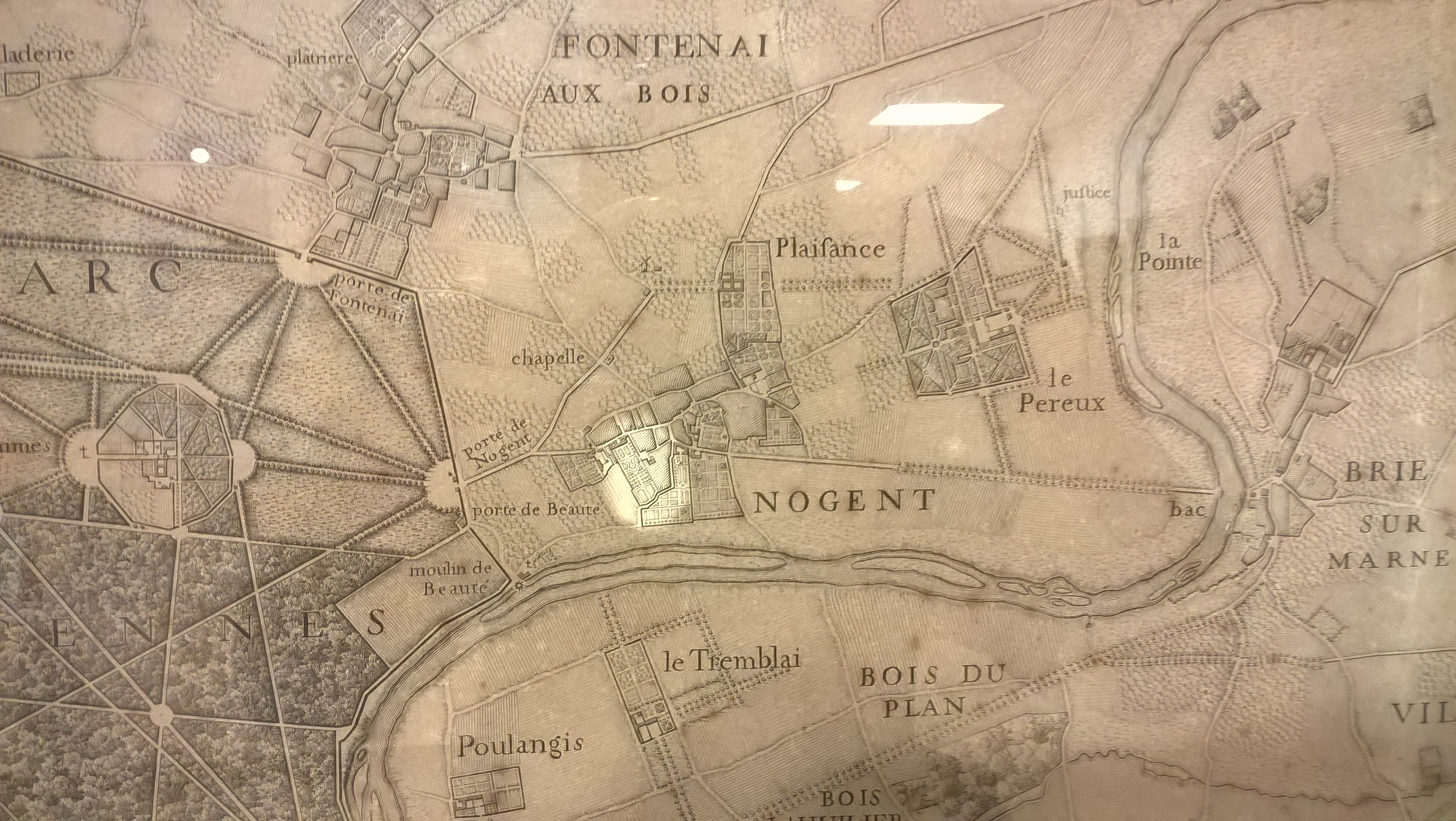
Détail de carte réalisée par l'abbé Jean Delagrive en 1731 figurant le village Nogent-sur-Marne et le site de Plaisance au XVIIIe siècle

Le château de Plaisance était localisé dans la partie nord-est de l'actuelle commune de Nogent-sur-Marne,, une ville située dans le département du Val-de-Marne, en région Île-de-France.
Au cours de l'époque carolingienne, alors que Nogent se présentait sous la forme d'un village fractionné en plusieurs terres de noble tenure, les registres médiévaux font déjà état de l'existence d'un fief dit de « Plaisance ».
En outre, au début du XIIIe siècle, en 1211, alors que son domaine appartient aux terres administrées par Pierre II, évêque responsable de l'archidiocèse de Paris, le toponyme de la seigneurie de Plaisance est attesté, sous sa forme latine, par : Plesantia.
Au XIXe siècle, le site de Plaisance, lieu où s'était auparavant dressé le château du même nom, constitue l'un des quartiers composant le territoire administratif nogentais.

## Histoire

### Origine et propriétaires successifs

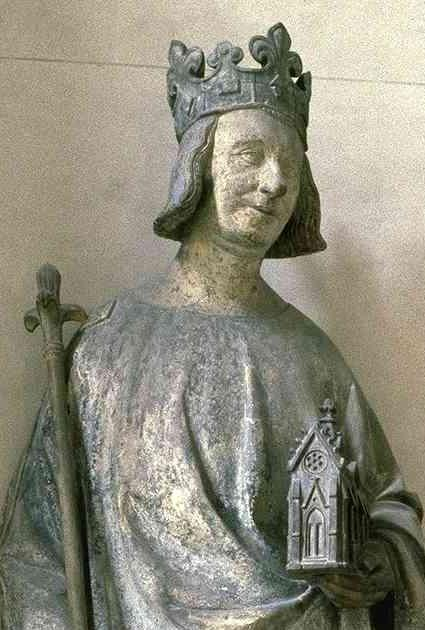
Statue de Charles V (1338-1380) au musée du Louvre.

Le château de Plaisance est cité dès le XIIIe siècle, en 1271. À cette époque, l'édifice nogentais, ainsi que son domaine appartiennent à Jehan de Plaisance, un écuyer, qui l’a hérité de son oncle, le « Mestre Ode alias Odon de Saint-Denis »,,.

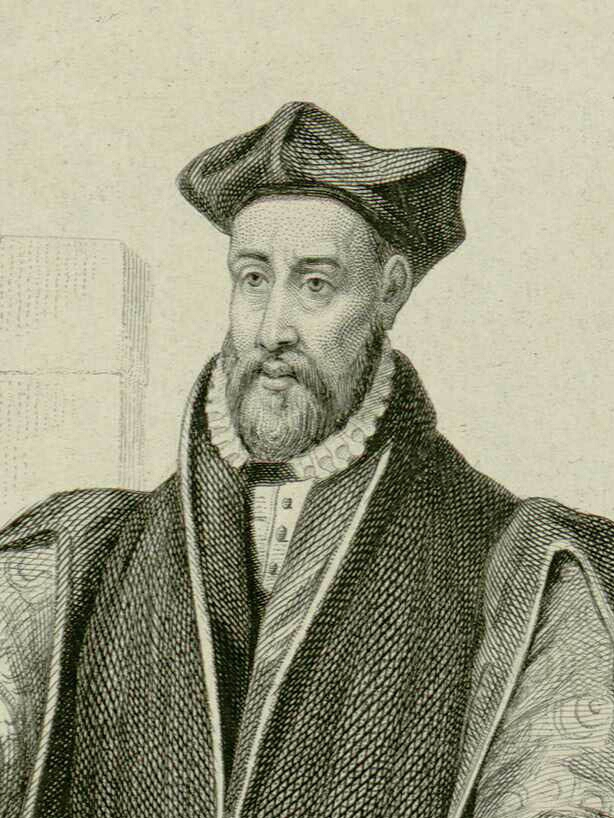
Portrait en gravure de Philibert Delorme (1510-1570).

La liste des propriétaires s’étant succédé sur la seigneurie de Plaisance depuis cette époque comprend, entre autres, le roi Charles V, sa femme Jeanne de Bourbon et leur fils Charles VI. À l'occasion de son rachat en 1375 à son frère Philippe le Hardi, Duc de Bourgogne et propriétaire des lieux pendant 9 ans, selon des textes manuscrits de Christine de Pizan, le souverain, chef de la maison de Valois, fait restaurer et accroître les structures de l'édifice.
Rétrocédée par Charles VI à la maison de Bourgogne après la mort de Charles V, en 1380,,, la seigneurie échoit ensuite à divers particuliers dont Philibert Delorme en 1565,, architecte et intendant des bâtiments du roi qui reconstruit le château,,.
Ultérieurement, vers la fin du XVIe siècle, le château est la propriété de Renée de Bourbon, abbesse de Chelles – fille de Charles de Bourbon, duc de Vendôme, et de Françoise d’Alençon –. Celle-ci, en devenant la dame en 1575, l'acquiert au prix de 8 300 livres. Lors de son occupation, l'abbesse de Chelles y fait notamment construire une chapelle associée au culte de saint Michel. Dans un acte testamentaire, Renée de Bourbon fait vœu de léguer la demeure de Plaisance à Charles III, Duc de Lorraine. Ce dernier en prend pleine possession en 1583.

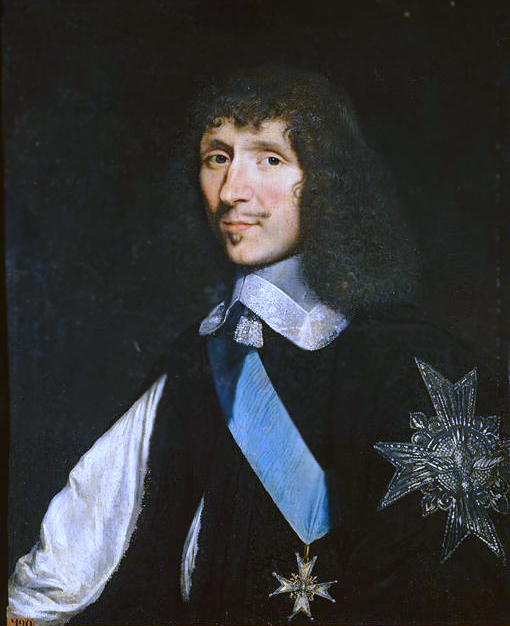
Portrait de Léon Bouthillier (1608-1652), comte de Chavigny, au musée de l'Histoire de France, à Versailles.

Dans la seconde moitié du XVIIe siècle, en 1664, Plaisance appartient à Léon Bouthillier, chevalier, comte de Chavigny et de Buzançois, secrétaire et ministre d’État aux Affaires étrangères. Cette terre lui revient par son droit d'alliance avec sa femme, Anne Phélypeaux, fille unique de Jean Phélypeaux — seigneur de Villesavin, Plaisance et autres lieux, conseiller d’État, secrétaire des commandements de Marie de Médicis — et d'Élisabeth Blondeau, propriétaires du domaine en 1650.
L’une des filles de Léon Bouthillier et d’Anne Phélipeaux — Marie, héritière de Plaisance — devient duchesse par son mariage avec César-Auguste de Choiseul. C’est elle qui, à la mort de son époux, cède la terre de Plaisance et le fief voisin du Moyneau à François Mauricet, seigneur de La Cour, munitionnaire général et trésorier général des Invalides, protégé du secrétaire d’État de la Guerre Chamillart, à la faveur d’un contrat d’échange conclu en 1706,.
Mauricet de La Cour ayant fait banqueroute en 1709, il meurt très éprouvé, en 1710. Sa sœur et héritière, Marie Mauricet, veuve du financier Pierre Deschiens, ne peut éviter la mise en vente forcée du château de Plaisance et du fief du Moyneau qui, le 10 juillet 1711, sont adjugés à François Rouillé d'Orgemont, conseiller-secrétaire du roi et à son épouse Élisabeth-Louise Moufle, moyennant 66 000 livres,.

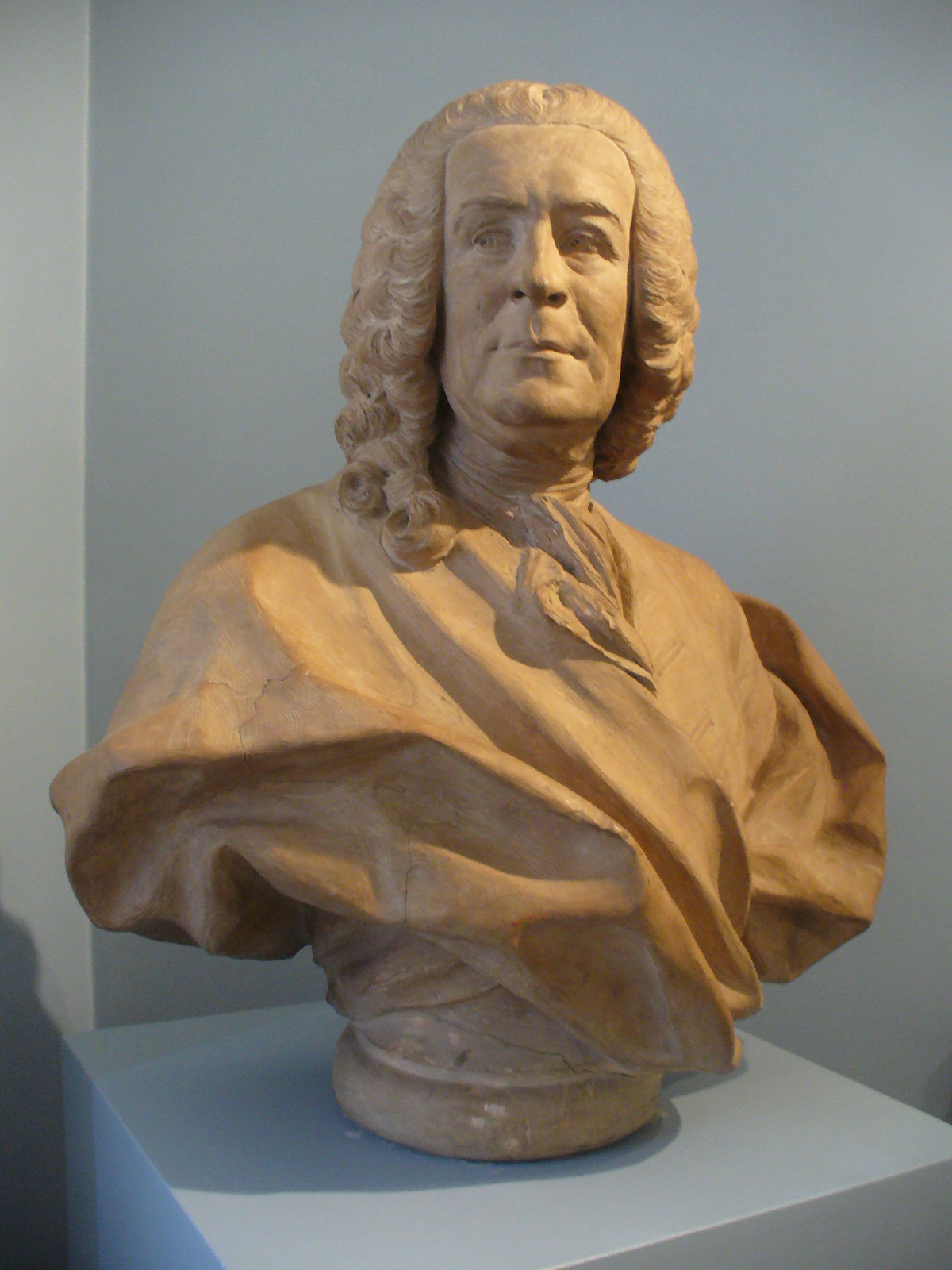
Buste de Joseph Pâris-Duverney (1684-1770), au Musée de Brunoy.

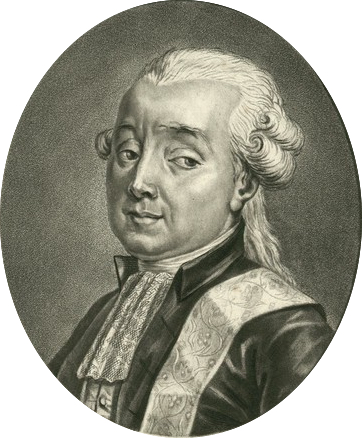
Portrait d'Alexandre de Falcoz de La Blache (1739-1799).

Plaisance passe ensuite à divers acquéreurs : le 12 février 1720, à Louis-Albert Asselin de Beauville, maître des requêtes ordinaire de l'Hôtel du roi ; en mai 1720, à Jean-Baptiste Racine du Joncquoy, maître d'hôtel de feue la Duchesse de Berry ; enfin, le 23 décembre 1721, moyennant 60 000 livres, au financier Joseph Pâris-Duverney,,. La seigneurie de Plaisance et le fief du Moyneau étant grevés de dettes et rentes, Duverney en fait réaliser la purge conformément à la procédure des criées. En 1735, Duverney, de retour en France, fait entièrement démolir puis reconstruire le château à l'exception de son assise et de ses structures de fondations,. Le parc qui entoure la demeure de Plaisance fait également l'objet d'un important remaniement permettant ainsi la mise en place de structures hydrauliques sous forme de bassins et de fontaines, ainsi que l'aménagement d'un jardin botanique. À cette époque, le château accueille certains personnages de renom, tels que la Duchesse du Maine Louise-Bénédicte de Bourbon (1676-1753), le philosophe Voltaire (1694-1778) ou encore la mathématicienne et physicienne Émilie du Châtelet (1706-1749).
Selon certaines sources, au XVIIIe siècle, à l'automne 1742, alors que la demeure de Plaisance était la propriété de Pâris-Duverney, Louis XV (1710-1774), qui résidait alors au château de Vincennes avec sa cour, s'y serait également rendu. Cette thèse, dont une correspondance apocryphe publiée en 1806 est la première à faire état, est infirmée par les recherches historiographiques récentes, lesquelles signalent l'absence de manuscrits originaux ou de mémoires du temps confirmant cette visite.
À la mort de Duverney, en juillet 1770, c'est son arrière-petit-neveu, Alexandre-Joseph de Falcoz de La Blache, qui hérite le château. Il y sera arrêté par ordre du Comité de sûreté générale du 24 janvier 1794. Libéré, il revient s'installer à Plaisance puis meurt à Paris le 13 frimaire de l'an VIII (équivalent du 4 décembre 1799 dans le calendrier grégorien).

### Disparition en 1818
Après avoir hérité Plaisance à la mort de son père, en 1799, la comtesse d'Haussonville, née Jeanne Marie Thérèse de Falcoz de La Blache (vers 1780 - 1854), fille unique et seule héritière, épouse de Charles Louis Bernard de Cléron, comte d'Haussonville (1770-1846), chambellan de Napoléon Ier, le conserve dix-neuf ans durant. En 1818, elle vend meublé l'ensemble du domaine à M. Parant, entrepreneur de bâtiments demeurant à Paris au 58, rue du Bac.
Celui-ci, la même année, le démantèle et met à l'encan les matériaux qui le constituent, tels que du fer, du plomb, des plaques, des conduits, des cuivres et dorures, des chambranles fait de marbre, des boiseries, des pavés de cour et d'écurie, des tuiles de Bourgogne, des ardoises, ou encore des briques ; mais également le mobilier, lequel comprend, entre autres, un troupeau de moutons mérinos, la récolte de fruits de l'année du parc et du potager, le moulin de Plaisance – moulin à vent qui était l'un des deux moulins ayant appartenu au château, le second étant le moulin de Beauté, moulin à eau écroulé dans la Marne le 8 juin 1785,, – et enfin, 246 arpents « en terres labourables, prairies, vignes et vergers, parc, potager » qui sont vendus « par petits lots, à l'amiable, au choix des acquéreurs et avec des facilités ».
Postérieurement à sa destruction et dès la première moitié du XIXe siècle, le château est remplacé, au sein même du quartier de Plaisance, par plusieurs bâtisses à vocation domestique.

## Description

### L'ancien château

#### Au Moyen Âge
Il n'existe aucun document manuscrit qui puisse décrire l'aspect du château tel qu'il se présentait au cours bas Moyen Âge. D'autre part, il ne subsiste de la résidence moyenâgeuse aucun élément architectural visible. Toutefois, de cette demeure seigneuriale, puis royale, il reste des vestiges enfouis qui viennent témoigner d'une partie de son aspect d'origine. Ces ruines se sont révélées sous forme de salles souterraines munies de plafonds en croisée d'ogives. Ces pièces ont été mises en évidence lors d'une campagne de fouilles préventives, réalisées au sein des sous-sol de la rue Lepoutre et de celle de Plaisance.

#### À la renaissance
La physionomie du deuxième château de Plaisance, reconstruit au XVIe siècle par Philibert Delorme, n'est actuellement connue que par un ancien dessin, lequel est sous-titré : Playsance du costé du parterre et orangerie.

### Destruction et reconstruction en 1735
En 1735, de retour d'un long exil, Joseph Pâris-Duverney entreprend de faire de son château de Plaisance une « maison neuve ». Il fait raser l’ancien château, n’en conservant que les substructions et confiant l’élaboration des plans de sa nouvelle demeure à Pierre Boscry, architecte qui, en 1736, construira à Paris l’hôtel de Montalivet (ou hôtel de Feuquières) puis, en 1738, la chapelle du collège des Lombards (autrement dénommé collège des Irlandais) qui est située au 17, rue des Carmes,.
À cet effet, divers actes de conventions et marchés sont établis par-devant notaires :
- En mars 1735, marché avec « Sieur Jacques Fortin, maître maçon entrepreneur de bâtiments à Paris [...], pour raison de la reconstruction à neuf [...] du château et maison seigneuriale du fief et seigneurie de Plaisance ». Ce contrat détaille le procédé de fondation, la fourniture de pierres neuves leur prix et celui du façonnage des pierres provenant de la démolition de l'ancien château, le façonnage des murs, celui des fondations, des ouvrages en bois, de la décoration extérieures, des moulures des façades, etc.[Note 14],[26].
- Le 1er avril 1735, marché avec Guillaume Guérin, « entrepreneur d'ouvrages de menuiserie », concernant la fourniture tous les bois de charpente, « tant neufs que provenant de la démolition de l'ancien château [...], en employant ceux provenant des démolitions de préférence à tous autres bois »[Note 15],[25].
- Le 4 avril 1735, marché avec un « entrepreneur de menuiserie », Nicolas Huyot, pour « bien proprement dresser, corroyer et rabotter jusqu’au vif tous les bois [...], assembler tous les ouvrages à tenons et mortaises à rainures [...], poser des parquets sur lambourdes, en lozanges, assemblez avec frizes ou sans frizes et à pointes de diamants, le tout cloué et raboté proprement [...], le tout moyennant trois livres pour chaque toise superficielle, fournir les croisées, les portes de placards, etc. »[25].
- Le 7 avril 1735, avec Charles Destigny et Charles Debesse, maîtres couvreurs à Paris, pour la fourniture et la pose de « toutes les ardoises, tuiles clouds lattes, etc., nécessaires [...] suivant les ordres du Sieur Boscry, architecte »[42].
- Le 12 avril 1735 enfin, traité avec Germain Armand, « maître serrurier à Paris, y demeurant rue du faubourg Saint-Honoré, paroisse Saint-Germain l’Auxerrois », obligeant celui-ci à façonner ou faire façonner tous les gros fers du nouveau château de Plaisance. L’article 12 du traité, notamment, décrit précisément les motifs ornementaux du principal escalier : « La rampe du grand escalier à arcade et rouleaux par bas dans le chassis sera de fer quarré d’un poulce, les arcades de carillon de huit à neuf lignes carré avec doubles liens à cordons recouverts dessus et dessous, une forte platte-bande carderonnée par-dessus avec pilastre sur la volluste. »[43].

Ce nouveau château de Plaisance est achevé rapidement avant l'été 1736, soit en l'espace de 6 mois pour les travaux d'assemblage et de maçonnerie, et environ 15 jours concernant la mise en place de la décoration d'intérieur,.

### Le nouveau château
Dezallier d’Argenville, qui visite Plaisance peu de temps après la mort de Joseph Pâris-Duverney, décrit le domaine en ces termes :

« Le château de Plaisance, près de Nogent-sur-Marne, à deux lieues de Paris, appartient à M. Fontaine, receveur général des finances. On prétend qu’il a été bâti dans l’espace de six mois. Ses jardins, plantés par le sieur de La Chapelle,, ont trente arpents et sont très agréables. Plusieurs bosquets et salles en étoile se présentent sur les côtés du château. La principale allée est accompagnée de deux autres, dont une a pour perspective un portique de treillage fort élevé, avec un baldaquin qui fait le point de vue d’une fenêtre de l’appartement au rez-de-chaussée. De cette grande allée, on aperçoit une très belle pièce d’eau, de forme presque carrée. On y descend par un escalier en fer à cheval, dont la tête est ornée d’un baldaquin du dessin de M. Boscry : il est accompagné de deux pilastres sculptés en glaçons, et surmontés de lions tenant des palmes qui se lient avec ce baldaquin. Un talus entouré de treillages, interrompu par trente-six vases, dont trente-deux en fonte, deux de terre cuite et deux de marbre, enferme cette pièce d’eau. Le parterre est terminé par un bassin avec un bouillon faisant nappe. Les potagers et les vergers sont à côté, ainsi qu’une belle serre surmontée à droite d’une terrasse, où l’on trouve un berceau de treillage en galerie, décoré de deux portiques dans ses extrémités. »

— Antoine-Nicole Dezallier d'Argenville, 1779, p. 311 et 312.
Par ailleurs, concernant l'architecture de l'édifice, notamment celle de son salon, le naturaliste ajoute :

« Le salon du château a une particularité remarquable : je veux dire le peu de temps employé à sa décoration, qui n’a été que de quinze jours. Il est vrai que les diverses parties qui la composent avoient été travaillées auparavant à Paris ; mais il ne l’est pas moins que cet espace de temps a suffi pour les placer, et y mettre cet accord qui charme les yeux. La corniche de ce salon est dorée, avec huit cartouches remplis par des figures chinoises. Huet a peint des fleurs, des fruits, des oiseaux et autres animaux dans les lambris du pourtour, ainsi que dans les dessus des portes et des glaces. »

— Antoine-Nicole Dezallier d'Argenville, 1779, p. 311 et 312.
Hormis le témoignage apporté par Antoine Dezallier d'Argenville lors de sa visite, un plan, actuellement conservé au château de Sceaux,, permet de restituer de manière plus précise l'aspect général de la demeure édifiée par Duverney. En sortant, à droite, de la route ouverte en 1788 entre Paris et La Ferté-Gaucher, les lieux se présentaient comme un hôtel particulier bâti entre cour et jardins.
Au-delà du porche permettant d'accéder à l’enceinte du château, se déployait une grande avant-cour rectangulaire qui était délimitée, sur ses bords latéraux droit et gauche, par les communs. Le fond de cette vaste esplanade était, quant à lui, borné par une grille semi-circulaire. Face au côté extérieur du commun de gauche se trouvait la ferme, formant avec lui une deuxième cour et comprenant étables, poulaillers, écuries, laiterie, colombier. En revenant dans l’avant-cour, à travers une grille flanquée par deux pavillons de plan carré, il était possible d'apercevoir la façade du château. Cette face externe se trouvait précédée d’une cour d’honneur, elle-même délimitée en ses quatre angles par quatre pavillons dont les deux encadrant la grille, les deux autres, comparables par leur décoration mais de forme rectangulaire, constituant les ailes du château. Ces deux structures latérales étaient précisément placées en avant corps du bâtiment principal.
Une fois la grille de la cour d’honneur franchi, se développaient les jardins situés de part et d’autre du corps de logis et de ses ailes. Ces espaces de verdure, dessinés à la française par le paysagiste La Chapelle,, venaient agrémenter le château, bien campé en leur centre. Ces jardins, d'une surface totale d'environ 30 arpents,, étaient clos de murs, délimités en trois de leurs angles par des pavillons dont l’un subsiste de nos jours à Nogent-sur-Marne, au 30 de la rue de Plaisance. Les murs du domaine s’étendaient entre les actuelles rue de Plaisance, de l’Ardillière et de Coulmiers. Au début du XXe siècle, selon Antoine Dufournet, un paysan racontait que dans la pièce d’eau, alimentée par deux sources, les habitants de Nogent prenaient encore, à la fin du XIXe siècle, « des anguilles grosses comme la jambe ». Ce bassin dont, à Nogent, la rue du Lac rappelle l’existence, se trouvait derrière l’actuelle mairie, qui a été elle-même bâtie dans les années 1870, sur l’emplacement du parc de Plaisance. Au milieu dudit parc se trouvait le pavillon dit « des bains », aux murs ornés de glaces et de miroirs encadrés de bois doré. Ce pavillon est celui qui a inspiré Madame de Pompadour pour faire bâtir celui de Bellevue.

## Iconographie
Il existe plusieurs représentations figurées ou sous forme de plans de l'ancien et du nouveau château de Plaisance. De surcroît, au sujet de ce dernier, une assez nombreuse documentation iconographique est publiée dans divers ouvrages, relative à un pavillon d'angle subsistant à Nogent-sur-Marne au XXIe siècle, pavillon situé au 30 de la rue de Plaisance.

### L'ancien château (avant 1735)

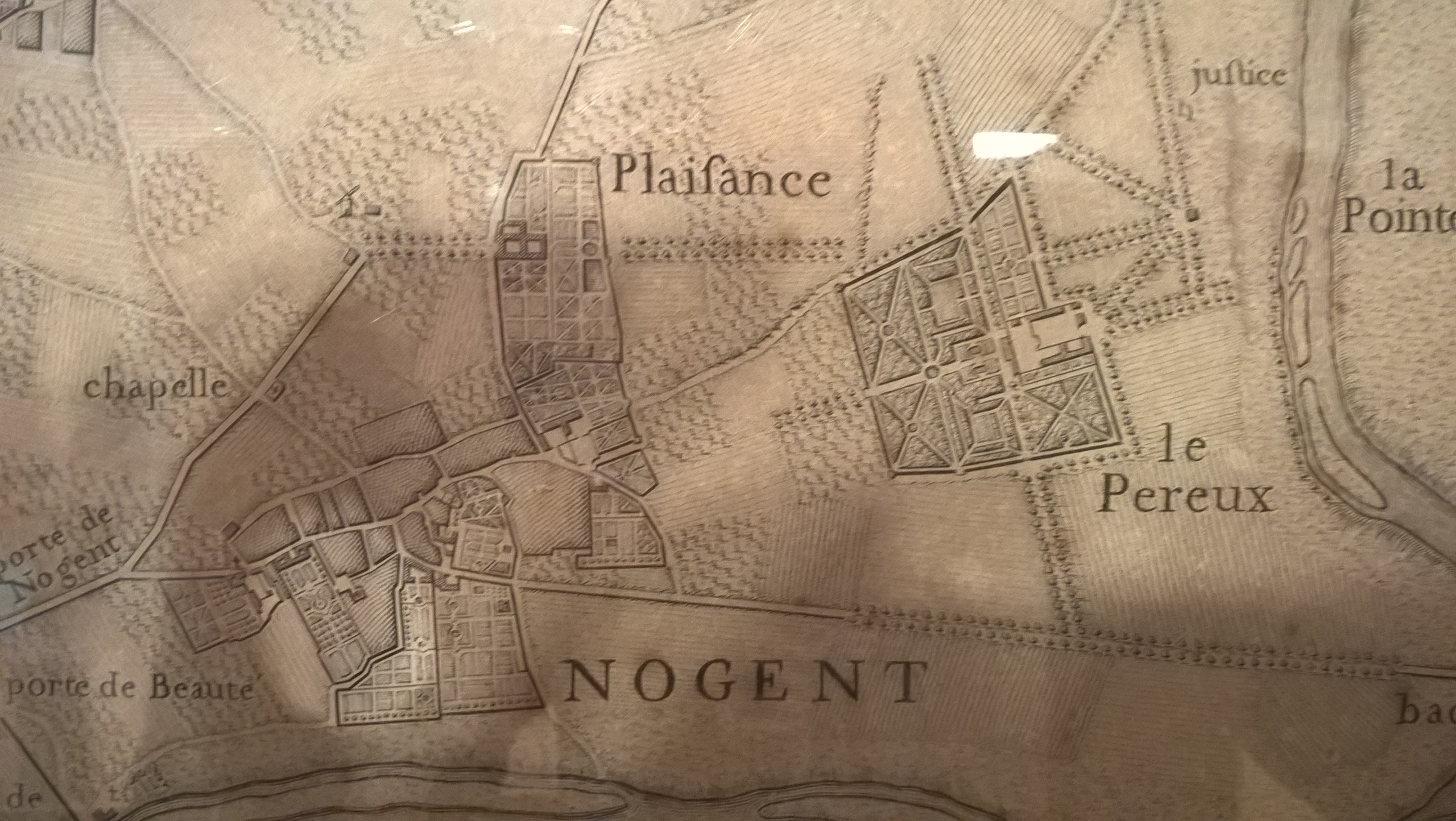
Détail de carte exécutée par l'abbé Jean Delagrive en 1731 figurant le site de Plaisance, à Nogent-sur-Marne.

- Il existe notamment un ancien plan détaillé de Nogent-sur-Marne, alors la commune n'étant encore qu'un village, et qui permet de se faire une idée précise de la situation de l'ancien château de Plaisance et de sa configuration[17]. L'original de ce document a été établi dans la première moitié du XVIIIe siècle, en 1731, par l'abbé Delagrive, un second exemplaire ayant été publié en 1740[17],[54], sous l'intitulé : « Seconde feuille de la carte des environs de Paris et levée et gravée par M. l'Abbé Delagrive »[2]. Il est actuellement conservé dans l'aile Richelieu de la BnF, sous la cote d'inventaire « GE C-9277 »[2],[3].
- Par ailleurs, un dessin à l'encre brune et lavis sur papier, intitulé Playsance du costé du parterre et orangerie permet de restituer l'ensemble de son dispositif architectural. Il s'agit de l'ancien château, représenté avant sa destruction et la reconstruction conduite par l'architecte Pierre Boscry en 1735, maîtrise d'œuvre effectuée à l'instigation de Joseph Pâris-Duverney.

### Le nouveau château (après 1735)

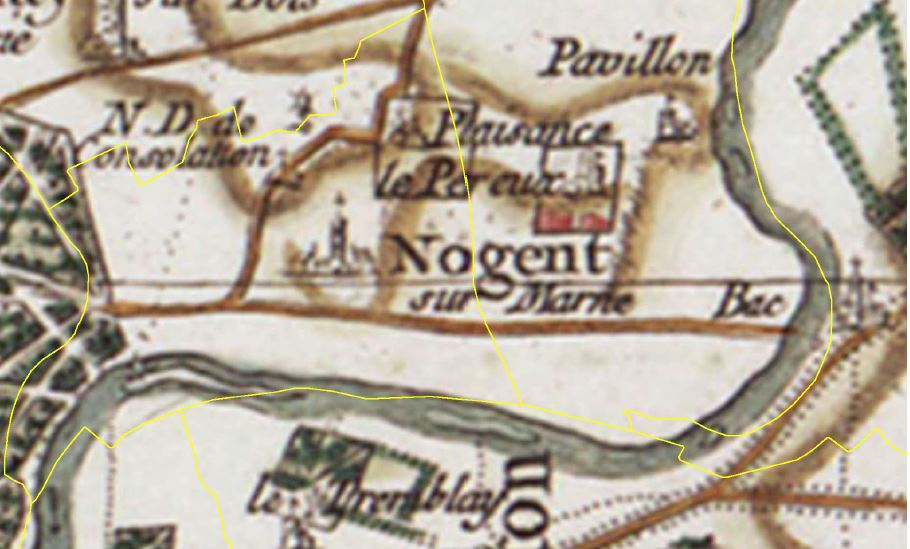
Extrait d'une carte de Cassini,.

- Un plan de Nogent-sur-Marne a été établi entre 1745 et 1767, sous la direction de Jean-Rodolphe Perronet, ingénieur des Ponts-et-Chaussées de France, en vue du tracé de la route menant de Paris à La Ferté-Gaucher, voie qui passe par l'actuel boulevard de Strasbourg à Nogent-sur-Marne. Cette ancienne route a été ouverte à la circulation en 1788. Plaisance y est représenté tel qu’il est résulté des travaux de reconstruction de 1735. Ce plan est actuellement conservé au Musée de Nogent-sur-Marne.

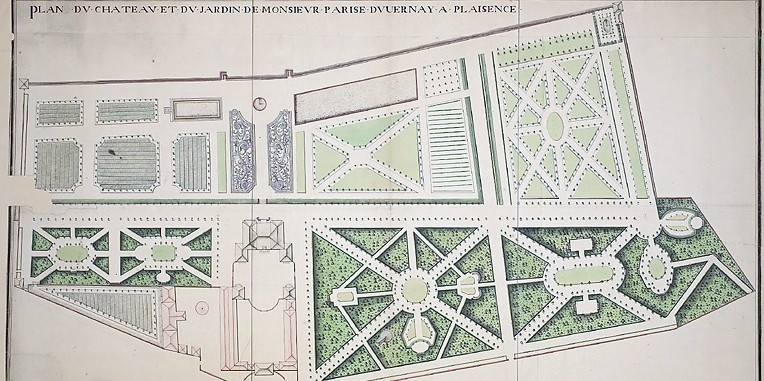
Plan au sol du château Plaisance et de ses jardins.

- Un second plan de cette commune, réalisé vers le milieu du XVIIIe siècle par le cartographe César-François Cassini, met essentiellement en évidence l'emplacement du château de Plaisance, ainsi que l'aire géographique et le toponyme du hameau qui l'entoure[17],[57].
- Un plan aquarellé du château et des jardins de Plaisance, datant du XVIIIe siècle, exécuté en 1736 — et par conséquent postérieur à la reconstruction de 1735 —, est conservé au musée du Domaine départemental de Sceaux sous la cote « 71.23.281 ». Ce dessin, réalisé par un anonyme, est intitulé : Plan du château et du jardin de Monsieur Parise Duvernay à Plaisence[56].